# Betsy Byars
Betsy Cromer Byars (Charlotte, 7 agosto 1928 – Seneca, 26 febbraio 2020) è stata una scrittrice statunitense di libri per ragazzi.

## Biografia
Betsy Cromer nasce il 7 agosto 1928 a Charlotte, Carolina del Nord, da George Guy Cromer e Nan Rugheimer.
Frequenta la Furman University di Greenville dal 1946 al 1948 e successivamente la Queens University della città natale dove ottiene un B.A. nel 1950.
Sposatasi, si sposta di continuo con il marito e i figli; prima a Clemson, poi a Urbana e infine a Morgantown dove comincia a pubblicare i primi articoli umoristici su alcune riviste.
Dopo aver ricevuto nove rifiuti, pubblica il suo primo libro, Clementine, nel 1962 al quale fanno seguito numerosi libri per ragazzi tradotti in 19 lingue.
La sua acclamata carriera di autrice per bambini è sancita da vari riconoscimenti letterari quali la Medaglia Newbery nel 1971 e il National Book Award per la letteratura per ragazzi nel 1981.
Muore a 91 anni a Seneca, Carolina del Sud, il 26 febbraio 2020.

## Vita privata
Il 24 giugno 1950 si sposa con il professore e scrittore Edward Ford Byars dal quale ha 4 figli: Laurie, Betsy Ann, Nan e Guy.

## Opere

### Serie Golly Sisters
- The Golly Sisters Go West (1985)
- Hooray for the Golly Sisters (1990)
- The Golly Sisters Ride Again (1994)

### Serie Blossom Family
- The Not-Just-Anybody Family (1986)
- The Blossoms Meet the Vulture Lady (1986)
- The Blossoms and the Green Phantom (1987)
- A Blossom Promise (1987)
- Wanted...Mud Blossom (1991)

### Serie Bingo Brown
- Le domande scottanti di Bingo Brown (The Burning Questions of Bingo Brown), Milano, Piccoli, 1988 ISBN 88-261-0562-6.
- Bingo Brown and the Language of Love (1991)
- Bingo Brown, Gypsy Lover (1992)
- Bingo Brown's Guide to Romance (1992)

### Serie Herculeah Jones
- The Dark Stairs (1994)
- Morte di una chiromante (Tarot Says Beware, 1995), Milano, Mondadori, 1999 traduzione di Giovanna Albio ISBN 88-04-46542-5.
- Messaggio dall'aldilà (Dead Letter, 1996), Milano, Mondadori, 1999 traduzione di Marina Baruffaldi ISBN 88-04-47041-0.
- Death's Door (1997)
- Disappearing Acts (1998)
- King of Murder (2006)
- The Black Tower (2006)

### Serie Ant
- My Brother, Ant (1996)
- Ant Plays Bear (1997)

### Altri romanzi
- Clementine (1962)
- The Dancing Camel (1965)
- Rama, the Gypsy Cat (1966)
- The Groober (1967)
- The Midnight Fox (1968)
- Summer of the Swans (1970)
- Go and Hush the Baby (1971)
- The House of Wings (1972)
- The Eighteenth Emergency (1973)
- After the Goat Man (1974)
- The TV Kid' (1976)
- The Pinballs (1977)
- The Cartoonist (1978)
- The Winged Colt of Casa Mia (1978)
- Trouble River (1979)
- The Night Swimmers (1980)
- The Cybil Fight (1981)
- The Animal, The Vegetable, and John D. Jones (1982)
- The Two-Thousand-Pound Goldfish (1982)
- The Glory Girl (1983)
- The Computer Nut (1984)
- Cracker Jackson (1985)
- Good-Bye, Chicken Little (1990)
- The Seven Treasure Hunts (1991)
- Coast to Coast (1992)
- McMummy (1993)
- Growing Up Stories (1995)
- The Joy Boys (1996)
- Tornado (1996)
- Me Tarzan (2000)
- Keeper of the Doves (2002)
- Top Teen Stories (2004)
- Boo's Dinosaur (2006)

### Opere scritte con Betsy Duffey e Laurie Myers
- My Dog, My Hero (2000)
- The SOS File (2004)
- Dog Diaries (2007)
- Cat Diaries (2010)

### Memoir
- The Moon and I (1991)

## Premi e riconoscimenti
- Medaglia Newbery: 1971 vincitrice con Summer of the Swans
- Dorothy Canfield Fisher Children's Book Award: 1973 vincitrice con The Eighteenth Emergency
- National Book Award per la letteratura per ragazzi: 1973 finalista con The House of Wings 1981 vincitrice nella categoria Edizione rilegata con The Night Swimmers
- Regina Medal: 1987 alla carriera
- Edgar Award per il miglior libro per ragazzi: 1993 vincitrice con Wanted... Mud Blossom
- Louisiana Young Readers' Choice Award: 2003 vincitrice con My Dog, My Hero